# Austrophorocera upoluae
Austrophorocera upoluae är en tvåvingeart som först beskrevs av Malloch 1935.  Austrophorocera upoluae ingår i släktet Austrophorocera och familjen parasitflugor. Inga underarter finns listade i Catalogue of Life.